# Ема Пенеля
Ема Пенеля (на испански: Emma Penella) е испанска актриса. Родена е на 2 март 1931 г. в Мадрид. Сестра е на актрисите Елиса Монтес и Тереле Павес и внучка на композитора Мануел Пенеля. Вдовица е на продуцента Емилио Пиедра с когото имат три дъщери - Ема, Лола и Емилияна. Кариерата си на актриса започва през 1953 г., снима се в над 30 филми и сериали. В България е известна с ролите си на Конча и на Доня Чаро съответно в сериалите „Щурите съседи“ и „Новите съседи“. Умира на 27 август 2007 г. в родния си град Мадрид от бъбречна недостатъчност и отравяне на кръвта, причинени от диабет, с който актрисата се бори дълги години.